# Inscripția lui Esmet-Akhom
Inscripția lui Esmet-Akhom, cunoscută și sub denumirea Philae 436 sau GPH 436, este ultima inscripție cunoscută scrisă în egipteana antică cu hieroglife egiptene, sculptată la 24 august 394 d.Hr. Inscripția, sculptată în templul din Philae⁠(d) din sudul Egiptului, a fost creată de un preot pe nume Nesmeterakhem (sau Esmet-Akhom) și constă dintr-o figură sculptată a zeului Mandulis⁠(d), însoțită de un text care exprimă speranța lui Nesmeterakhem că inscripția va dăinui „pentru toate vremurile și pentru eternitate”. Inscripția conține și un text în scrierea demotică, cu conținut similar.
Templul de la Philae a fost un important centru de cult pentru religia egipteană antică, deoarece se credea că este unul dintre locurile de înmormântare ale zeului Osiris. Zeitatea principală căruia era închinat a fost Isis, sora și soția lui Osiris, deși este consemnată venerarea mai multor altor zeități la acest templu. Erau adorate mai multe zeități originare din sud, din Nubia, inclusiv Mandulis. Inscripția lui Nesmeterakhem provine dintr-o perioadă de după ce templele păgâne din Egipt au fost închise de către împăratul roman Teodosiu I în 391 sau 392; templul din Philae a supraviețuit deoarece se afla puțin în afara granițelor Imperiului Roman.
Nesmeterakhem aparținea unei familii de preoți care formau personalul templului; datorită creștinării Egiptului, este posibil ca, în vremea lui Nesmeterakhem, credința în vechii zei egipteni să nu se fi extins cu mult în afara propriei sale familii imediate. La scurt timp după ce a fost făcută inscripția din 394, probabil că nu mai exista nimeni în viață care să poată citi hieroglifele. Se cunosc și alte inscripții mai târzii de la Philae, dar ele au fost scrise fie în demotică, fie în greacă. Templul din Philae, aparent în permanență ocupat doar de membri ai familiei lui Nesmeterakhem, a fost în cele din urmă închis la ordinul împăratului Iustinian I între 535 și 537, moment care a marcat dispariția ultimului vestigiu al culturii egiptene antice.

## Inscripții
Inscripția constă din două părți, una scrisă în hieroglife egiptene și cealaltă scrisă în scrierea demotică egipteană. Inscripțiile sunt însoțite de o figură sculptată, reprezentându-l pe zeul Mandulis⁠(d). Hieroglifele sunt sculptate în dreapta capului lui Mandulis, iar scrierea demotică este sculptată în stânga toiagului său.

### Inscripția hieroglifică
Tradusă în română, inscripția hieroglifică spune: 
„În fața lui Mandulis, fiul lui Horus, prin mâna lui Nesmeterakhem, fiul lui Nesmeter, al doilea preot al lui Isis, pentru toate vremurile și pentru eternitate. Vorbe grăite de Mandulis, domn al Abatonului, mare zeu.”

### Inscripția în demotică
Tradusă în română, inscripția demotică spune: 
„Eu, Nesmeterakhem, scribul Casei Scrierilor(?) lui Isis, fiul lui Nesmeterpanakhet al doilea preot al lui Isis, și al mamei Eseweret, am lucrat la acest chip al lui Mandulis pentru toate vremurile, căci el este drept la chip către mine. Astăzi, ziua de naștere a lui Osiris, sărbătoarea ei, anul 110.”

## Context

### Context religios

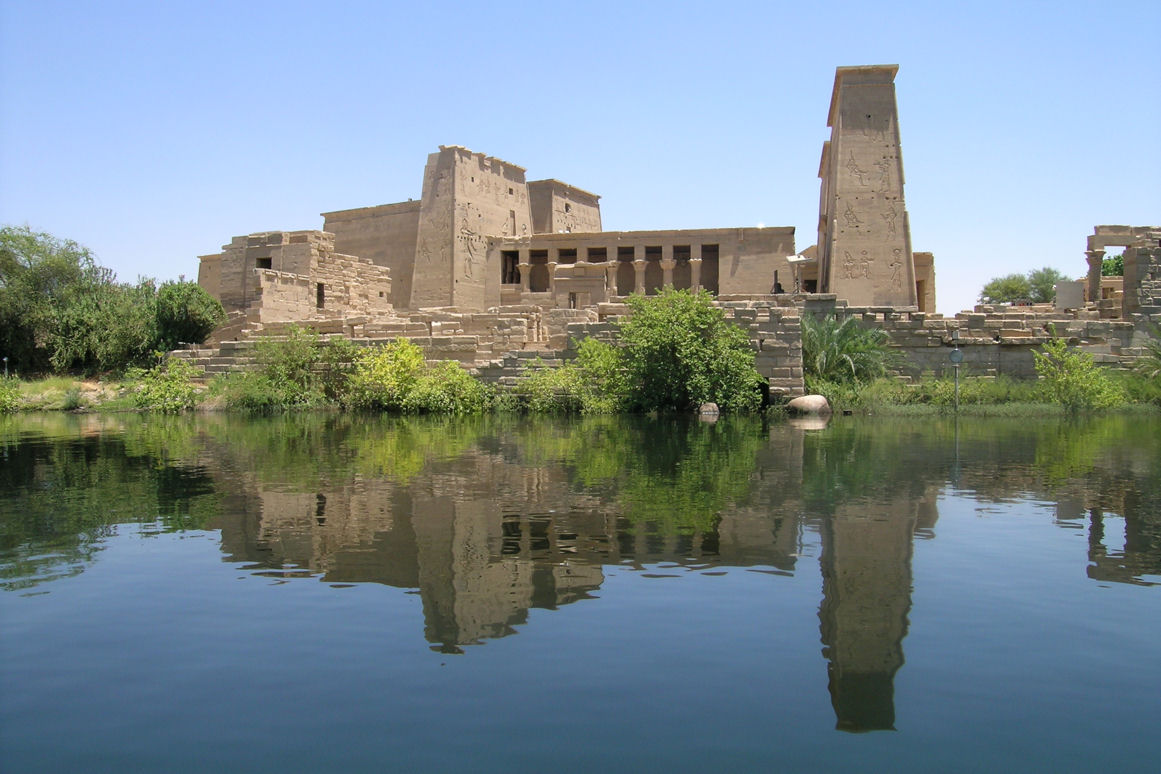
Ruinele complexului de temple din

Inscripțiile au fost găsite la Philae⁠(d), un mare complex de temple egiptene antice. De-a lungul istoriei Egiptului Antic, Philae a fost considerat unul dintre presupusele locuri de înmormântare ale zeului Osiris. Întrucât era situat în sudul îndepărtat al Egiptului, în istorie a fost un important centru de pelerinaj pentru adepții religiei egiptene din sudul Egiptului, în special populația Regatului Kush (c. 1000 î.Hr. – 350 d.Hr.). Inscripțiile au fost sculptate pe o poartă care a fost adăugată templului de către împăratul roman Hadrian (domnie 117–138); poarta care duce direct spre Abaton, sanctuarul despre care se spunea că înconjoară mormântul rămășițelor lui Osiris. În ciuda asocierii strânse cu Osiris, templul era dedicat în principal zeiței Isis, deși există și dovezi că era închinat și altor zeități precum Hathor, Imhotep, Khnum și Nephthys. Datorită apropierii sale geografice de Nubia în sud, templul a fost și un loc de cult al diferitelor zeități inițial nubiene, care erau și ele recunoscute în religia egipteană.
Mandulis a fost una dintre aceste zeități nubiene, adorată în tot Egiptul. Mandulis era relativ important și era considerat cel puțin în sudul Egiptului a fi un fiu al zeului Horus. Călătorii și autorii greci și romani îl considerau pe Mandulis a fi o formă a zeului grec Aion⁠(d). Datorită locației sale geografice, nu este clar dacă la Philae trăiau egipteni sau nubieni. După cât se poate înțelege din inscripții, acestea au fost scrise de un preot al lui Isis pe nume Nesmeterakhem. Nesmeterakhem era un preot din cel puțin a treia generație la templu, tatăl său, Nesmeterpanakhet și bunicul său Pakhom fiind și ei preoți la Philae. În inscripții, Nesmeterakhem este descris drept „Scrib al Casei Scrierilor”, fapt semnificativ deoarece demonstrează că a lucrat cu scrierile sacre (adică cu hieroglife). În mod tradițional, hieroglifele erau considerate a fi adevărata scriere a zeilor.

### Context istoric
Un edict emis de împăratul Teodosiu I (domnie 379–395 ) în 391 sau 392 închidea templele păgâne din Egipt. De asemenea, edictul lui Teodosiu a pus capăt utilizării hieroglifelor în inscripțiile monumentale. În timpul împăratului Dioclețian (domnie 285–305), frontiera egipteană a Imperiului Roman se retrăsese la Assuan. Această schimbare a graniței a făcut ca Philae să rămână în afara imperiului, ceea ce a permis templului să supraviețuiască în ciuda edictului lui Teodosiu. Templul de la Philae a continuat să reziste datorită patronajului tribului Blemmye⁠(d), care trăia în dealurile Mării Roșii⁠(d), în sud-estul Egiptului, dar continua să urmeze vechea religie egipteană. Blemmy au continuat să viziteze templul pentru a-i aduce omagiu lui Osiris și Isis. Probabil că sărbătorile tradiționale, la care participau preoții și pelerinii locali, au continuat să fie ținute atâta timp cât templul a rămas funcțional.
Data înscrisă în inscripția demotică, „Ziua de naștere a lui Osiris” în anul 110, corespunde cu data de 24 august 394 d.Hr. în calendarul gregorian, 40 de ani mai târziu decât a doua cea mai recentă inscripție hieroglifică. „Anul 110” se numără de la urcarea lui Diocletian pe tron. În Egiptul Antic, anii erau numărați de la urcarea pe tron a faraonului actual, dar, după creștinarea Imperiului Roman⁠(d), preoții de la Philae au continuat să numere anii postum de la urcarea pe tron a lui Diocletian, deoarece majoritatea împăraților de după el erau creștini și au suprimat vechea religie egipteană.

#### Activitatea ulterioară de la Philae

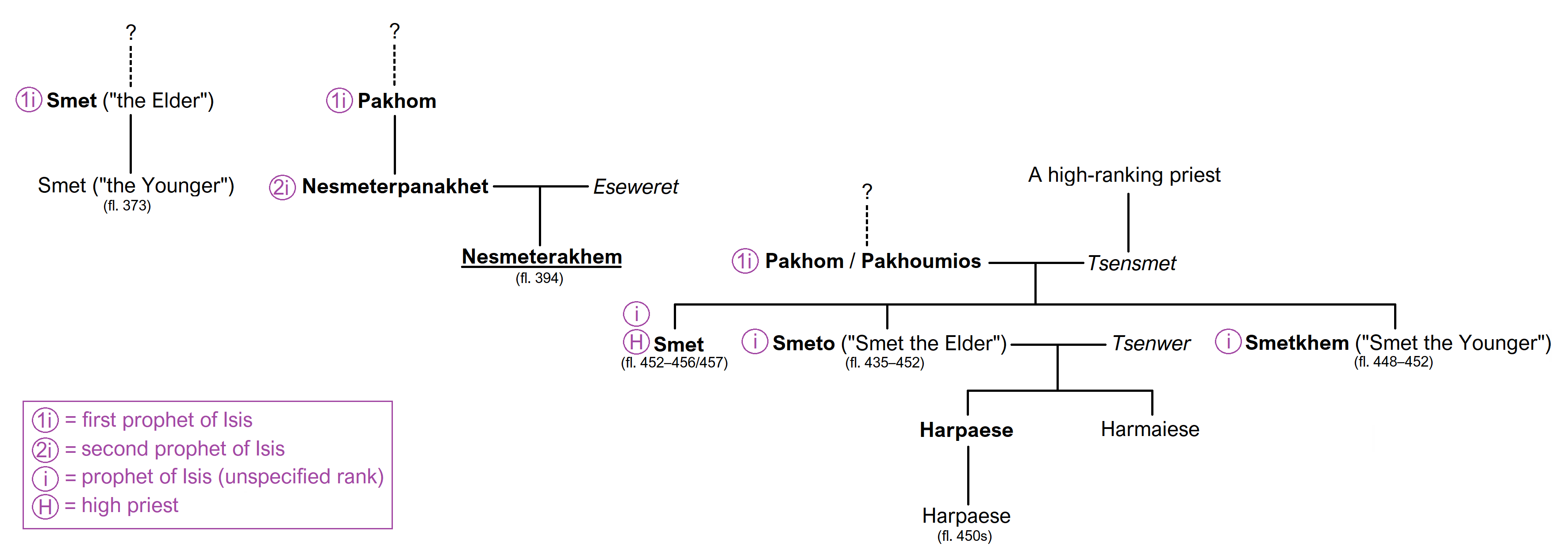
Arborele genealogic reconstruit al familiei „Smet”, căruia i-au aparținut mulți dintre ultimii autori de inscripții de la Philae, inclusiv Nesmeterakhem (subliniat). Unele persoane a căror asociere este incertă sunt omise.

Relativ curând după ce Nesmeterakhem și-a realizat inscripția, probabil că nu era nimeni în viață care să-i poată citi hieroglifele. Atât cunoștințele despre hieroglife, cât și cele despre scrierea demotică dispăruseră treptat din Egipt în deceniile de creștinare, pe măsură ce greaca devenea mai proeminentă. Inscripțiile demotice de la Philae sunt și ele considerabil mai târzii decât alte scrieri demotice cunoscute. Cel mai recent exemplu cunoscut de demotică din afara templelor de la Philae este un text provenit probabil din Sohag, datat în 290. Inscripția demotică care însoțește hieroglifele lui Nesmeterakhem este ultima inscripție demotică cunoscută scrisă de un preot care îl menționează pe Osiris. Se cunosc câteva inscripții ulterioare realizate de preoți locali din Philae, una scrisă în greacă și opt scrise în demotică, care discută despre activitatea religioasă care are loc acolo, dar nu îl menționează în mod explicit pe Osiris după nume. În efortul de a închide ultimele temple egiptene, generalul bizantin Maximinus⁠(d) a dus o campanie împotriva Blemmylor în anii 450, în preajma perioadei Conciliului de la Calcedon (451). Maximinus nu a avut succes, iar campania s-a încheiat cu un tratat care încă permitea închinarea anuală la templu.
Printre inscripțiile ulterioare de la Philae se numără ultima inscripție cunoscută în demotică sculptată pe acoperișul porticului marelui templu dedicat lui Isis și datat la 11 decembrie 452 d.Hr.. Această inscripție foarte ștearsă scrie despre „picioarele lui Panakhetet cel mic”, probabil că inițial a fost însoțită de un desen cu picioare, comemorând un pelerinaj la templu. Ultima inscripție cunoscută care îl menționează pe Osiris, scrisă de un pelerin și nu de un preot, a fost scrisă în greacă la 20 decembrie 452 d.Hr. la intrarea în Abaton de către „Smetkhem, fiul lui Pakhoumios”. Această inscripție consemnează că Smetkhem a venit la templu împreună cu fratele său Smeto și „și-a îndeplinit datoria”, și le mulțumește atât lui Isis, cât și lui Osiris „pentru bine”. Ultima inscripție cunoscută de la Philae care menționează vreo activitate religioasă păgână este de pe peretele exterior al templului lui Isis. Datată în 456/457, partea păstrată a acestei inscripții deteriorate scrie „când Smet era arhiprofet, Pasnous, fiul lui Pakhumios, a fost primul conducător al comunității de cult”. Pe baza numelor consemnate în diferitele inscripții târzii, se pare că mulți dintre scriitori făceau parte din aceeași familie; nu este clar dacă închinarea târzie la zeitățile egiptene se mai extindea mult în afara acestei familii unice.
De la sfârșitul secolului al IV-lea încoace au existat și biserici creștine pe aceeași insulă cu templul. Templul a fost în cele din urmă închis la un moment dat între 535 și 537, când împăratul Iustinian I (domnie 527–565) a ordonat să fie închisă și preoții săi să fie întemnițați, trimițându-l pe generalul Narses să recupereze statuile de acolo pentru a le duce la Constantinopol. Până în acest moment, templul era probabil ocupat de un număr foarte mic de persoane și nu mai era susținut de nicio entitate geopolitică semnificativă din sud, aceste teritorii fiind la acea dată în mare parte creștinate. Închiderea templului a marcat sfârșitul definitiv al culturii egiptene antice. După închiderea sa, templul a fost transformat în biserică și închinat Sfântului Ștefan.

## Analiză
De-a lungul istoriei egiptene, hieroglifele au fost strâns asociate cu expunerea elitei și clerului. Egiptologul Richard B. Parkinson⁠(d) consideră potrivit faptul că ultima utilizare cunoscută a hieroglifelor să fie în legătură cu imaginea unei zeități. Vechii egipteni foloseau uneori hieroglife nestandard pentru a produce o formă timpurie de criptografie. Asemenea scrieri criptografice probabil că nu au fost încercări de comunicare secretă, dar este posibil să fi servit doar scopurilor religioase – în contexte religioase poate să fi servit pentru a avertiza cititorii că au de-a face într-un fel cu tărâmurile periculoase și minunate ale zeilor. Nesmeterakhem pare să fi fost familiarizat cu criptografiile egiptene, având în vedere că inscripția hieroglifică conține o substituție neobișnuită de semne. La scrierea primei părți a numelui tatălui său, Nesmeterpanakhet, cu hieroglife, Nesmeterakhem a scris-o ns-mtr, folosind simbolul Hedjet⁠(d) (coroana albă) pentru fragmentul ns. Acest semn este folosit doar pentru a reprezenta ns sau nsw.t în criptografie.
Reprezentarea lui Mandulis care însoțește inscripțiile a fost la un moment dat deteriorată în mod deliberat, probabil de către creștini.